# The Marrying Kind
The Marrying Kind (bra: Da Mesma Carne) é um filme de comédia dramática estadunidense dirigido por George Cukor e estrelado por Judy Holliday e Aldo Ray. Foi lançado em 13 de março de 1952 pela Columbia Pictures.

## Elenco
- Judy Holliday como Florence "Florrie" Keefer
- Aldo Ray como Chet Keefer
- Madge Kennedy como Juíza Anne B. Carroll
- Sheila Bond como Joan Shipley
- John Alexander como Howard Shipley
- Rex Williams como George Bastian
- Phyllis Povah como Sra. Derringer
- Mickey Shaughnessy como Pat Bundy
- Griff Barnett como  Charley
- Peggy Cass como Emily Bundy
- Nancy Kulp como Edie